# Teatro Comunale (Bolonia)
Teatro Comunale de Bologna es la casa de ópera de la ciudad de Bolonia, uno de los teatros líricos más importantes de Italia.

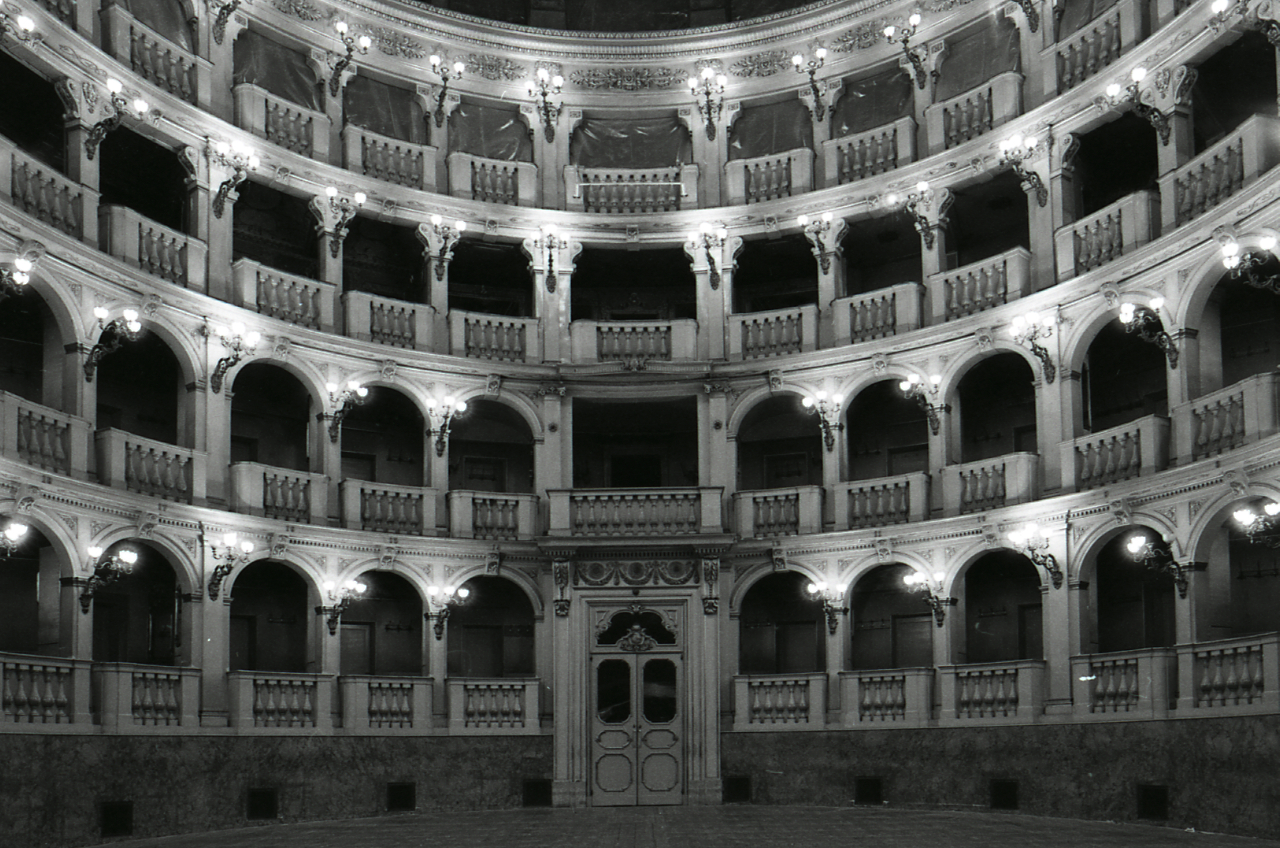
Foto por Paolo Monti (Fondo Paolo Monti, BEIC)

La actividad lírica en la ciudad data desde el siglo XVII. La casa actual de 1763 fue diseñada por Antonio Galli da Bibbiena e inaugurado con Il trionfo di Clelia que Gluck compuso para esa ocasión. Destacó en el siglo XIX por presentar Rossini, Bellini, Verdi y por el estreno italiano de Lohengrin y Rienzi de Wagner. Arturo Toscanini dirigió allí hasta la Segunda Guerra Mundial.
La sala en forma de herradura tiene capacidad para 1084 espectadores.

Foto por Paolo Monti, 1972
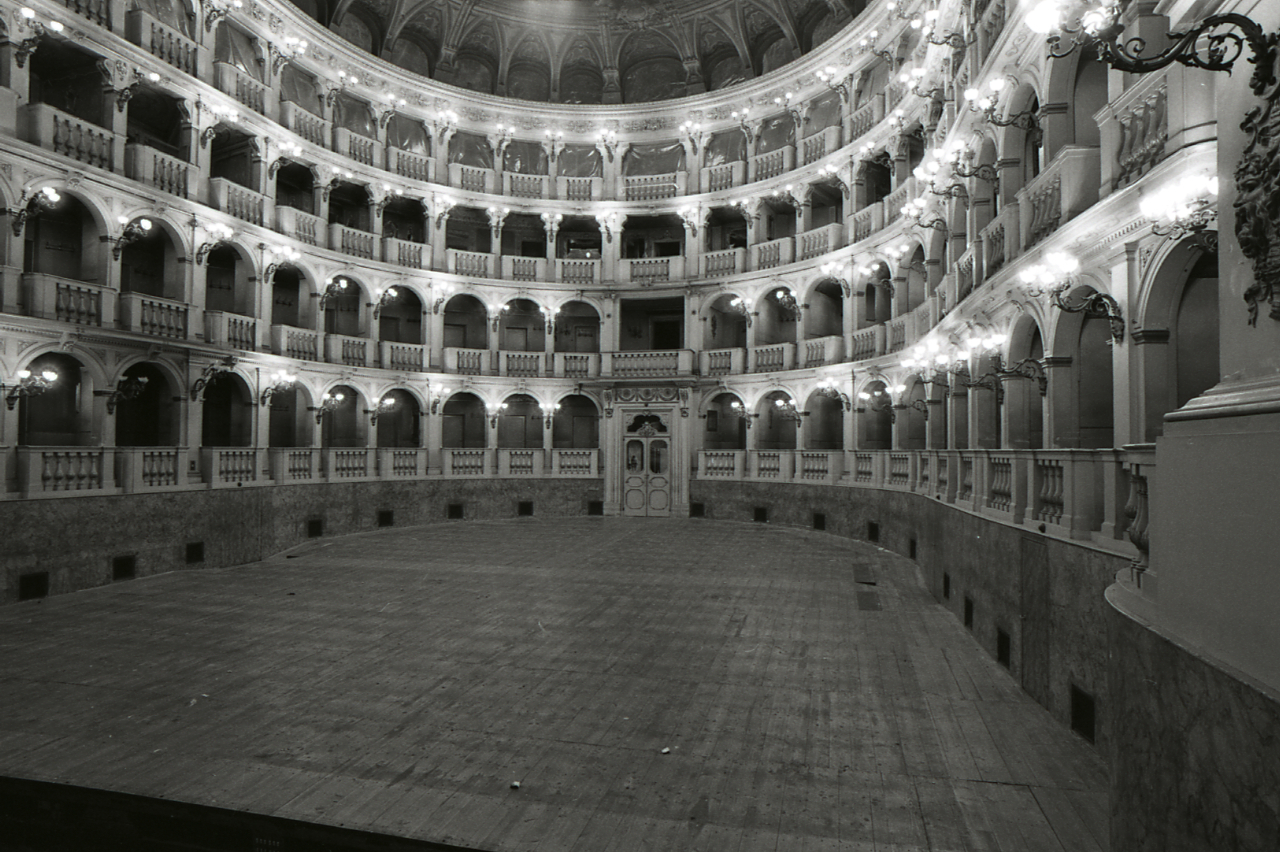
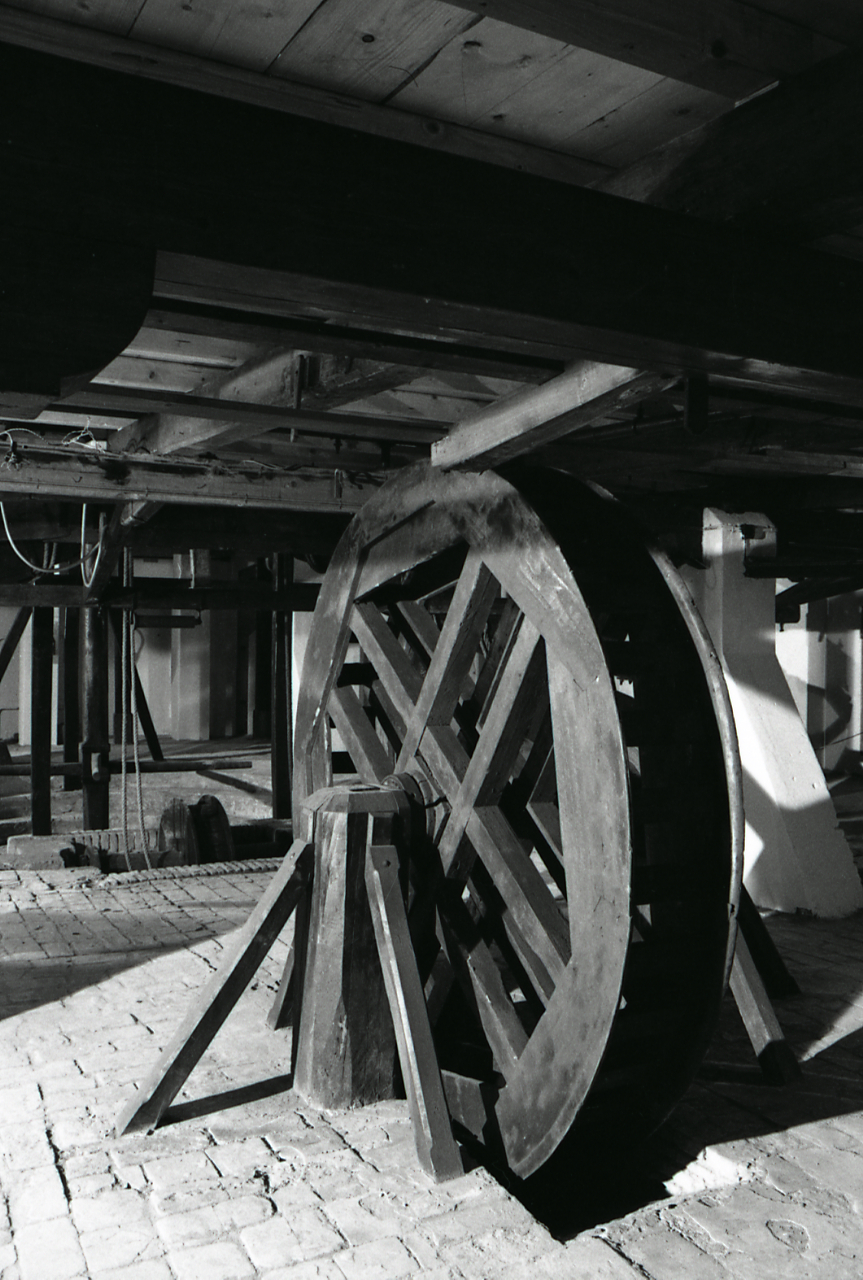
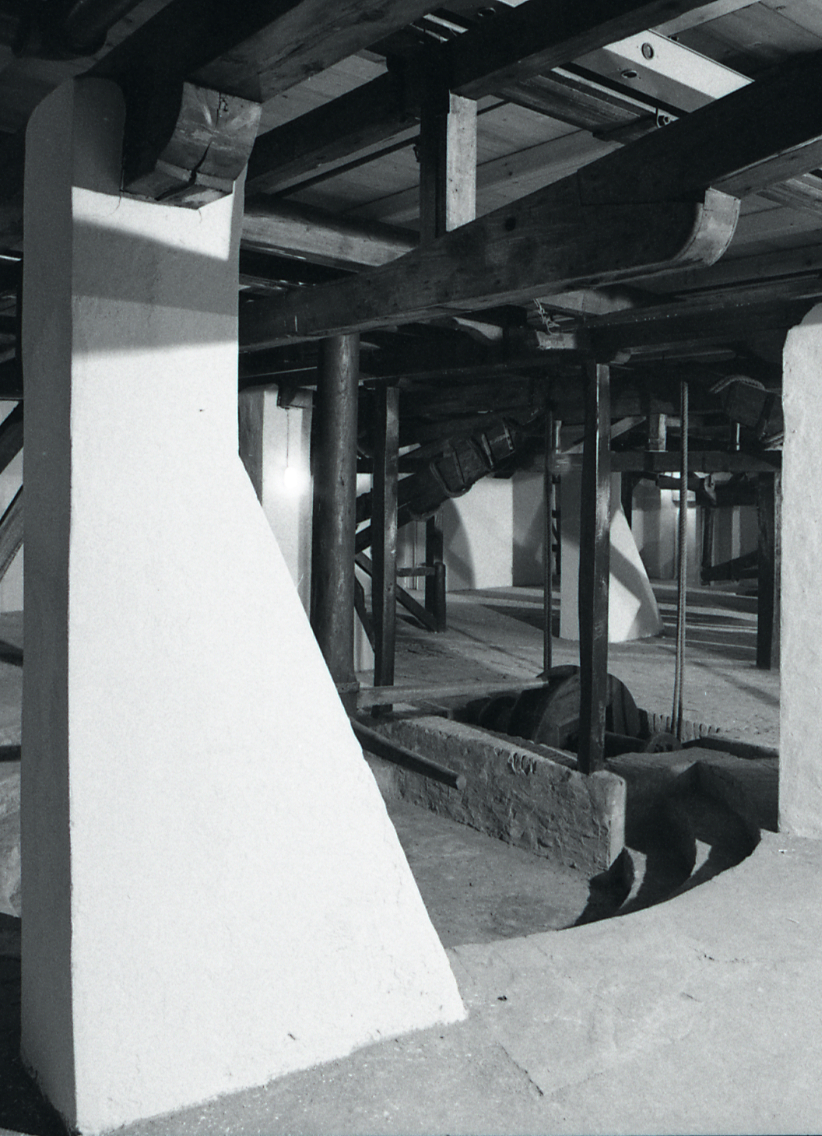